# Палестино
Спортивный клуб «Палести́но» (исп. Club Deportivo Palestino) — профессиональный чилийский футбольный клуб из столицы страны Сантьяго, выступающий в высшем дивизионе Чили. Клуб был основан 20 августа 1920 года иммигрантами из Палестины. C 1988 года домашние матчи «Палестино» проводит на стадионе «Мунисипаль де ла Систерна» вместимостью 12 тыс. зрителей.
За долгую историю «Палестино» два раза становился чемпионом Чили и три раза обладателем Кубка страны.

## История
Клуб был образован 20 августа 1920 года. Его основателями стали селившиеся в районе Сантьяго Ла-Систерна иммигранты из Палестины, в честь которой и было дано название команды (в форме испанского прилагательного — Палестинский Спортивный Клуб). С приданием профессионального статуса, в 1952 году клуб был включён во 2 дивизион Чили и с ходу его выиграл.
В 1955 клуб выиграл свой первый чемпионский титул в Примере, капитаном и лидером команды стал аргентинец Роберто Коль. Середина 1950-х годов в истории «Палестино» известна как эра клуба «Миллионера», поскольку финансовое положение команды позволяло ей скупать лучших футболистов в Чили.
В 1978 году команда во второй раз стала чемпионом страны. Её лидером и капитаном был один из лучших защитников в истории мирового футбола, лидер Элиас Фигероа. «Палестино» также выиграл и Кубок Чили, оформив золотой дубль.

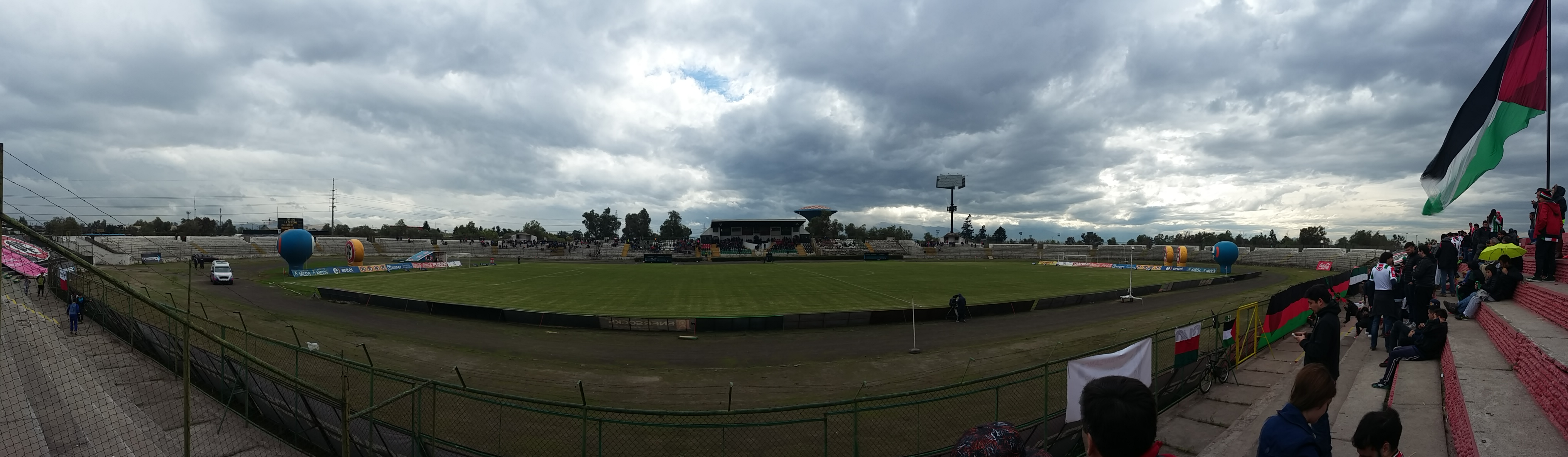
Мунисипаль де ла Систерна

В 2006 году команда заняла 18-е место из 19 участников и вынуждена была сражаться с клубом «Фернандес Виаль» за право сохранения места в Примере.

## Достижения
- Чемпион Чили (2): 1955, 1978
- Вице-чемпион Чили (4): 1953, 1974, 1986, Кл. 2008
- Третий призёр чемпионата Чили (2): 1957, 1977
- Победитель Второго дивизиона Чили (2): 1952, 1972
- Обладатель Кубка Чили (3): 1975, 1977, 2018
- Финалист Кубка Чили (1): 1985